# محمود جلیلی
سید محمود جلیلی یزدی (۱۲۹۱ یزد - ۱۳۵۶) سناتور و نماینده مجلس شورای ملی بود.
پدرش میرزا جلیل از تجار یزد و عمویش سید کاظم جلیلی معروف به مرشد، یازده دوره نماینده یزد در مجلس شورای ملی بود. خودش پس از تحصیل در دانشکده حقوق دانشگاه تهران به تجارت و ملکداری پرداخت. مدتی نیز در وزارت دارایی شاغل بود.
جلیلی در سال ۱۳۳۱ به نمایندگی یزد به دوره هفدهم مجلس شورای ملی راه یافت. در مجلس بتدریج از مخالفان مصدق شد و در سه دوره بعد نیز نماینده یزد ماند. در سال ۱۳۴۲ در انتخابات دوره چهارم سنا از خوزستان به نمایندگی مجلس سنا انتخاب شد و در سه دوره بعدی این مجلس تا هنگام مرگ سناتور اصفهان بود. 
سید محمود جلیلی در سال ۱۳۵۶ هنگام عبور از خیابان، اتومبیلی او را زیر گرفت و بر اثر این سانحه در بیمارستان درگذشت. 